# あやしや
『あやしや』は、坂ノ睦による日本の漫画作品。『ゲッサン』（小学館）にて、2012年3月号から2017年6月号まで連載された。

## 登場人物

### 綺糸屋（あやしや）
仁（じん）
呉服商綺糸屋二代目当主。12歳。身長138cm。最初期から考えられた三人のキャラの内の一人。赤い長襦袢の上に綺糸屋の黒い従業員の着物を着た暗い目の少年。好物はたまごのご飯。昔からジャンケンが強く負け知らず。母から教わり裁縫が得意。
半年前に起きた綺糸屋事件の唯一の生き残り。顔の無い鬼に母親と店の者を皆殺しにされ、自身も致命傷を負うが、何故かその時に鬼喰いの鬼「だまり」と一心同体の状態になり生き延びた。その不可思議な共生状態による影響から朝に非常に弱く、だまりに反応した鬼導術のダメージも共有する等の副反応がある。まただまりに憑かれて以降空腹を感じない体となり、綺糸屋事件が起こってから半年の間、喉を潤す為のお茶しか口にしていなかった。そのせいかもともとチビ気味だったが絶賛成長が止まっている。仁本人は腹が減らず食えぬと知っても別にそれでも構わないと思っていた。
受けた傷はだまりの鬼の力で塞がる一方、だまりが食事を喰いそこね続け、力が弱まれば事件当夜からこれまでの戦いの傷口全部が開き死んでしまう。
自身の手で皆の仇である顔の無い鬼を討ち、「自分の体と綺糸屋を元に戻す」という綺糸屋の番頭であった正との約束を果たす為、忌々しいと嫌悪するだまりの力を借り、半年の間一人と一匹で鬼を狩り続けていた。鬼狩りには何故か綺糸屋の蔵にあった鋭い切れ味の糸を繰り出す特殊な棍状の武器を使用する。
鬼神族である花により、だまりに感覚ごと体を支配され戦闘に必要のない味覚や食欲など人として生きるための欲求を封じられていたことが判明。仁が望めば抵抗できるという花の助言により、味や満腹感こそ感じることはできなかったが、食事を摂ることができるようになる。その出来事がきっかけで、事件が起きるよりずっと前の日常を思い出し、仇を討たねば決して戻らぬと思っていた自分の欲した日常を真っ先に諦めていたのは自分自身ということに気がついた。絶望だけでなく取り戻したい日常が鮮明であるからこそ、自分の選んだ道を後悔せずに進むことができると意志を強固にし、だまりとの向き合い方についても考えを改める素振りをみせる。
だまり
鬼喰いの鬼。年齢不詳。最初期から考えられた三人のキャラの内の一人。仁にとり憑いた謎の多い魂だけの鬼。一人称は「わっしゃ」。綺糸屋事件のあった日に仁にとり憑き、それ以前の記憶が無く本来の力も失っている。鬼の魂を喰い失った力を取り戻すことで欠けた記憶も戻るかもしれないと仁に力を貸し、半年間鬼を狩り続けていた。仁の体をだまりが維持し、だまりの魂は仁が維持している共生状態。だまりの意思で仁の傷口を開くことも可能だが、短い時間しかできない。
「共生しているわっしゃもキツい」。
普段は仁の影として存在しておりお互いにその状態を忌々しく思っている。魂だけの存在の為通常触れることは出来ないが、鬼神族の“この世でさ迷える魂に干渉できる術”を使えば接触は可能。度々花に抱えられている（ただし触れるのは使用している術者のみ）。花曰く、感触は湯船に浸けたタオルで作るタオルクラゲとそっくり。飯である鬼の魂を喰うことに幸せを感じる為、より強く美味い鬼の魂を求めるなど食い意地が張っている。
楽（らく）
朱い髪の少年。年齢不詳(たぶん仁と同じくらい)。身長150cm。赤子の頃より盗賊の道具として生かされており、そんな生き方から抜け出そうと盗賊の頭を襲撃し逃げ出した過去がある。しかし一度は抗ったものの結局生き方を変えることができなかった。以来、人間を辞め本物の鬼になることを望み、また数年前命を助けてくれた鬼と出会う為、鬼の面と爪を付け朱天童子として人を襲っていた。その際、夜行祭を避けまだら峠に朱天童子を狩りにきた仁と出会う。
出会った当初は鬼門を通り鬼の世界へ行く為に仁を殺し、だまりを自分へ憑かせようとしたが、だまりが鬼喰いの鬼と分かり自身の望む鬼では無いと断念。その際、謎の現象により現れた鬼から傷を負い死を受け入れるが、見殺しに出来なかった仁により命を救われ都へ入った。
翌日、かつて殺したはずの頭率いる盗賊が都を襲撃。殺さずにはいられない憎しみに駆られ襲撃するも、自分の生きる場所は自分達盗賊と同じ所でしかないことを突き付けられ、再び生を諦めようとする。しかしそんな自分に対して「羨ましい」という仁の言葉と手助けに押され、道具ではなく人間として自身の因縁を断ち切った。
名前は無かったが、赤子の時包まれていたという唯一の私物である羽織の紋様から仁により「楽」と名を付けられた。仁の鬼退治に付き合っていれば、いずれ命の恩人である鬼に辿り着く可能性があると考え、綺糸屋に身を寄せることになる。
数年前、まだ盗賊の道具だった頃に鬼門に落とされたことがあり命を落としかけたが、とある鬼に「鬼の施し」を受け助かった。その施しの影響で陰気に対して強い耐性を持った特異体質であり、悪鬼の武器を使って仁と共に夜の都で鬼狩りをする。
花（はな）
鬼神族の少女。14歳。身長151cm（角をのぞく）。最初期から考えられた三人のキャラの内の一人。ふわふわとした白く長い髪に、先端が薄く桃色に染まった二本の角を持つ鬼神の娘。料理上手。
その身に宿るとある「力」を危険視しているが、その力のせいで自ら命を絶つことが出来ない。ある条件を満たし力を封じている目が開く前に、自身を殺してくれる存在を求め「人間に存在を知られてはいけない」という鬼神族の掟を破り、綺糸屋を訪れた。出会った当初は追っ手に追われ猶予が無く、自分を殺すことを躊躇う仁達に向かい妖術を放つ等目的の為なら手段を選ばない非道さを見せる。しかし「あんたは何度も殺してくれと言うが、死にたいとは一度も言っていない」という仁の言葉で自身の心の迷いを認め、生きる者として生への執着に従うか、避けられぬ運命を絶つべく死へ縋るかの答えを出すまでの間、だまりの非常食も兼ねて綺糸屋へ身を寄せることとなる。
目を開く前の女鬼にのみ備わった機能により、目を閉じていても日常生活に支障はない。陰気の集まる場所を探し当て、悪鬼が発生する鬼門の位置を事前に把握する術を使い、仁の鬼狩りへ協力する。鬼導術を「鬼にとってただ死ぬよりも辛く屈辱的なもの」として激しく嫌悪しており、その増悪は鬼導術のようだと呟いた仁の首を締めるほど深い。鬼導隊である咲に対しても最初は激しい嫌悪を向けていたが、あることをきっかけに歩み寄り友達になる。

## 鬼導隊

### 【北地区鬼導寮】
咲　(さき）
年齢16歳。身長160cm（触角をのぞく）。腰まである長い三つ編みとひまわりの種のような触覚が特徴。鬼除けの護符を配っている時に仁と出会った鬼導隊見習いの少女。同日の鬼退治にて柊率いる六番隊とはぐれ、鬼に襲われたところを仁とだまりに助けられた。兄の仇を討ちたい自分と似た境遇の仁の存在を「鬼導隊の邪魔をしないこと」を条件に見逃し、隊の管轄外の鬼の情報を横流しする等の手助けをする。一張羅をダメにした後はどてらを着るなど洒落っ気がなく、見兼ねた仁から「若旦那」と呼んでくれたお礼として着物を贈られた。本編では「特別に3割引で」と言われているが一巻の裏表紙にて仁なりの冗談と判明している。今後お世話になる口止め料も含まれているとかいないとか。
初対面の花に鬼導隊とそこに属する自分を邪険にされ悪印象を抱いていたが、あることを機に友達となる。実力は半人前だが、兄と同じで鬼導術の素質が強く、感情の浮き沈みが術に反映されやすい。左手首に兄の形見である数珠を付けている。
鬼導隊へ入隊する以前より、兄である明を迎えに北地区鬼導寮を頻繁に出入りしており、涼重や柊とはその頃からの付き合い。戌実のことが苦手。
柊（ひいらぎ）
鬼導隊六番隊隊長。面の文字は「信」。40歳。190cm。明や涼重の師匠であり、現在は咲を指導している壮年で大柄な男性。好物の甘い物を常に持ち歩いており、部下たちにも分けてやることが多い。納豆が嫌い。一度隊長を引退した身だが、二年前明が亡くなった際に新たな隊長候補が見つからなかった為、再任した。術具として術符を巻いた大剣を用い鬼を滅する。南地区との協力戦にて、鬼に対して足がすくみ動けなくなった咲を「未来の鬼導隊員を守るのも古株の務め」と身を呈して庇い重症を負った。
明が殉職した事件で涼重から「顔の無い鬼」のことを聞いており、今までの鬼導隊の鬼の常識を覆す存在という理由で口止めしていた。綺糸屋事件との共通点にいち早く気づくなど勘が鋭い。
楓という名の奥さんがおり、甘い物を食べ過ぎだと5歳になる娘の桃に懐の菓子を没収されるなど家族に頭が上がらない様子が見受けられる。夜食にたい焼きを作るなどお菓子作りが得意。
明（あき）
鬼導隊前六番隊隊長。面の文字は「信」。25歳。約175cm。咲の兄。術具には大きい数珠玉を用い、鬼の体の一部を玉の中に封じ込めることで滅する術を使う。涼重とは鬼導隊に入隊する以前より友人。三年前に六番隊隊長に就任し、副長に指名した涼重と連携して頭角を現していた。優れた鬼導術の素質を持ちお人好しの為、多くの隊員達から慕われていた。自身に嫉妬心をぶつける戌実の努力を「誰でもできることじゃない。」と認めており、その一年後（現在時点から二年前）戌実が隊長に就任した際には就任祝いとしていつもの店で好物を奢る約束をする等、友人思いな面がうかがえる。
しかしその約束が果たされることは無かった。
その晩の任務帰り、綺糸屋を襲った鬼とは別の「顔の無い鬼」と交戦し、六番隊は壊滅状態となる。瀕死の涼重に「あとを頼む。」と小刀を託すと、禁じられていた昔の鬼導師の術を自身の命を賭して使用し、相打ちの形で死亡。顔の無い鬼と共に消滅したかのように遺体は残っておらず、棺桶の中は空のまま葬儀が行われ、骨壷には数珠玉のみが納められている。
涼重（すずしげ）
鬼導隊六番隊副長。25歳。約175cm。よく柊が甘い物を食べ過ぎた際に窘める糸目の男性。北地区守護である自分達に綺糸屋事件の引き継ぎがされなかったことに納得しておらず、鬼の手がかりが無いとはいえ未解決で終わらせた上の判断に懸念を抱いている。咲とは昔からの付き合いで、兄である明とは親しい友人だった。三年前に明から六番隊の副長を指名され、明が安心して自分に背中を任せられるようにただの鍛錬に血を吐くまで術を使い続け倒れるなど、自分の体を顧みず無茶をする性格。一人で五人分の術符を発動させることができ、鬼導術の素質は一般隊員よりも高い。同期の戌実とは別隊の隊長と副長という立場でありながら呼び捨てで呼び合う等、気が置けない間柄なことがうかがえる。
二年前に明が殉職した事件の六番隊唯一の生存者。事件を起こした「顔の無い鬼」のことを柊により口止めされている。事件について未だ心の整理がついておらず、どうしても気になる不審な点があったがそれを突き止めた結果明の死が無駄であったかもと考えると怖くなり、明と同じ目にだけは遭わせたくないとの思いから妹である咲にも明が殉職した鬼退治に関することを秘密にしていた。
戌実（いぬさね）
鬼導隊五番隊隊長。面の文字は「忠」。25歳。約175cm。肩まである髪を後ろで結い、丸眼鏡をかけたやや短気な男性。柊や一部の隊長達からは「忠犬」と呼ばれており、本人はその呼び方を不服に思っている。曰く「イヌの字が違う！！」とのこと。
甘いものが苦手。納豆が好物。隊長になって二年と日が浅く、前五番隊隊長が亡くなり急遽隊長に就任して以降、北地区を守護している。会議の後はだいたい機嫌が悪い。というかいつも不機嫌。良くも悪くも言葉を飾らず、柊に対しても丸ごと気に食わない等と指摘している。六番隊の面子と会うだけで顔を顰めるが、最近頑張ってると評判の言葉と共に朝餉に納豆の小鉢を貰った際にはツンギレしつつ嬉々として受け取り機嫌が良くなるなど単純な側面も。尚、柊は体良く苦手な納豆を押し付けただけである。
邪魔者に対しては目の前に現れ次第くびり殺すと怒りを顕にし、おまけ漫画では会議後に咲にやつあたりをするなど狭量な面が目立つが、その実かなりの努力家で仲間思い。修行生の頃より一度も勝つことが出来なかった明のことをライバル視していた。涼重の失うものは少ない方がいいという言葉に対し「そんなもん恐れて鬼導隊が務まるか！」と厳しい考えを表明していたが、その言葉とは裏腹に鬼導隊隊員が亡くなった際には頭を下げ、紫隠の犠牲は当然という考えに対し激昂、面会謝絶の友人の見舞いに行った際には激しく扉を叩き胸の内を吐露するなど、明の死を引きずり犠牲者を増やすことに対して忌避感を抱いている描写がある。また本編とは関係ないが、咲の作った具なしの巨大おにぎりを文句だらだら言いつつ完食するなど、何事にも真面目な性格。
紫隠のことを威圧的で体格のいい「男性」だと一人信じて疑わず、後述の色ボケコンビからはため息をつかれるなど勘は鈍い。
左腕の篭手に巻かれた鎖から繋がった刃の付いた円形の枷のような術具を用いて鬼の肉体を切断する術を使う。
咲の謹慎期間を短くできないかと涼重が直談判した時は強く否定的な態度だったが、謹慎を言い渡した当日の夜から見回りは見習いの修行に含まれると建前を述べ、条件付きで鬼退治に参加させるなど大分ゆるい対応に切り替えた。チョロい。
戌実「これでいいか、涼重！」
涼重「処罰をなくせとは言っていない。」
結果としてこの判断が後の五、六番隊全体の生存率を大きく左右することとなる。
ククルとナサキ
北地区鬼導寮名物双子看護術師。北地区鬼導寮随一の術式専門回復術の使い手。「心」と「情」の文字が書かれた柊専用の特製陰気除けの飴も作っている。
2人の名前であるククルとナサキとは、沖縄語で「心」と「思いやり/情」を示す。
竹彦（たけひこ）
六番隊隊士。涼重により咲を連れて応援の要請するよう頼まれるも、たまたま通りがかった楽により昏倒させられる。

### 【南地区鬼導寮】
巌鉄（がんてつ）
鬼導隊九番隊隊長。面の文字は「義」。46歳。230cm。風車のような後ろ髪が特徴で、背の高い柊を見下ろす程の巨漢。鬼導隊隊長歴最長で柊とは昔なじみ。
見習いの頃はイワシの様にひょろかったことから柊からはイワシと呼ばれており、柊のことは「葉っぱ」と呼んでいる。どっちもどっち。
19歳の時に鬼導隊へ入隊し、同期の柊とはケンカ友達。素質の高さはもちろん、柊は体力、巌鉄は知力に長けており、お互いの才能にライバル意識を持っていた。別々の師匠につき顔を合わさなくなるも柊と互いの意識は続き、24歳の時正式な隊士となり同時期に同じ隊に配属された柊と再開。以降、隊長になるまで名(迷)コンビとして活躍する。腰に着けた瓢箪に鬼導術に使う墨が入っており、筆で直接鬼の体に呪文を書き滅する鬼導術を使う。
愛ちゃん（あいちゃん）
鬼導隊十番隊隊長。面の文字は「愛」。？歳。無論本名ではないが、隊員には「愛ちゃん隊長」と呼ばせている。カワイイもの好き。スタイリストの真似事大好き。オカマ呼ばわり禁止。怒らせたら危険。出会い頭に咲のおでこに接吻したり、扉絵では戌実にちょっかいを出すなどパーソナルスペースがかなり近い。女性口調だが戦闘ではメリケンサックの様な術具を使い悪鬼を殴りつけるなどかなり漢らしい戦闘スタイル。自分のせいで柊を失いかけたと落ち込む咲に、昔の鬼導師が使っていた鬼導術の存在を教えた。
各キャラの呼び方は以下の通り
咲……咲ちゃん、柊……柊ん(ひいらぎん)
明……あっきー、巌鉄……巌ちゃん
涼重……涼っち、戌実……忠犬ちゃん

### 【東地区鬼導寮】
桐依(きりえ)
鬼導隊三番隊隊長。面の文字は「悌」。7歳。
「陰気を退ける声」を生まれながらに宿しており、これを使い溜まった陰気を一箇所に追い立て、望む位置に鬼門を出現させることが可能。第六感のようなもので、一度存在を確認した鬼門の状況を感じとることもできる。変声期により力を失うまでの期間のみ、鬼導隊の隊長を務めている。目の前で部下である隊員が食い殺されても物怖じせず、子供扱いをされると怒る無邪気な少年。よく東雲に肩車をせがんでいる。歌うことが大好き。
東雲(しののめ)
鬼導隊三番隊副長。23歳。清蓮にホの字。
明るく黒のメッシュが三本入った長い頭髪を後ろで束ねている恰幅の良い男性。天真爛漫な桐依に振り回され度々檄を飛ばしており、鬼退治に関しては桐依のことを隊長として認めていた。
戌実とは修行生時代に同じ師匠から術を教わっていた仲。5巻裏表紙「東の人々」にて、会議後によく清蓮が戌実の話をするので(まッ…まさか、清蓮殿戌実の事を…!?!)と勘違いをした挙句、戌実を飲みに誘い、隊長になったからといって調子にのるなと絡み酒をするシーンがある。清蓮が戌実の話をするのは後述が理由。
清蓮(せいれん)
鬼導隊四番隊隊長。面の文字は「孝」。21歳。前髪は短く縦ロールの後ろ髪を向かって右側に束ねた一見嫋やかな女性。その中身は野心家でありドS。悪鬼が苦しむことに重きをおいており、苦しみに耐えかね「死にたい」と思わせることで初めて滅する事が出来るという残忍な術を使う。鬼導術に魅せられており、術の研究に直接関わることの出来る二番隊隊長の座を密かに狙っている。戌実のことをよく話すのは、会議中内心なかしたいと思い見つめている為であることを東雲は知らない。

### 【西地区鬼導寮】
狛虎(こまとら)
「その娘ら俺らが襖開ける前から、頭覆ってなかった？」
鬼導隊七番隊隊長。20歳。戒名ハクコ。明るい頭髪で前髪を上げたヤンチャな印象の青年。晴龍曰く、遊び方に情緒が無い。術具は槍。酒が回ると勘が鈍くなるが、強い野生の勘を持っている。
晴龍(はるたつ)
鬼導隊八番隊隊長。20歳。戒名セイリュウ。長い黒髪を束ねた切れ長な目の青年。割と本気(ガチ)で朝霧太夫にホれている。術具は弓矢。どんな勝負でも約束は守る男性。
ーーー
2人とも元僧侶の出だが、戒律を微塵も守らなかった為寺を追い出された。西地区の鬼門はほぼ遊郭付近で出るからと勤務中も遊郭に入り浸る色ボケコンビ。紫隠の性別にも確信を持って気づいており、戌実の鈍さにため息をついている。寺育ちのなごりで雑巾がけがこなれている。

### 【中央地区】
白陽（はくよう）
鬼導隊一番隊隊長。面の文字は「畏」。術具や呪文を用いず触れるだけで鬼を滅する力を持つ。普段は御所に篭り結界の維持・修繕をしており、隊の者に素顔を晒さすことは滅多にない。
紫隠（しおん）
鬼導隊二番隊隊長。面の文字は「忍」。26歳。身長180cm。普段は覆面を被っているが、心を許せる者にしか素顔を晒さぬ為のものであり、性別を隠す為のものではない。白陽を崇拝しており、白陽よりも体がでかいのを気にしてる系女子。機嫌がナナメな時は自室でも覆面を被っている。特別な蜘蛛を育てており、その蜘蛛が吐き出す糸を用い鬼を滅する。
佐吉(さきち)
鬼導隊元二番隊副長。鬼導隊を裏切り白陽の邪魔をすることを目的とした鬼の力を使う謎の多い人物。鬼導隊の中では半年以上前に殉職したと伝わっている。

## 鬼神族
柁无多 (だむだ)
花を連れ戻すことを目的とした追っ手であり、白陽に殺された鬼神族のおじいちゃん。本編では名前は無いが、完結後読者からの質問により作者である坂ノ睦先生が2017年12月17日、自身のブログで公表した。
ユキ（ゆき）
明の小刀より出てきた鬼神族の文字が書かれた紙を、花がうっかり詠唱したことにより権限した、人の都ができるよりはるか昔に生きた鬼神の娘。とうに寿命は切れており、生前の不幸により魂が押しつぶされたことで幽鬼となり、以来数百年此岸をさ迷っている。楽の命の恩人であり、数年前偶然人の世を通った際に鬼門に落とされ死にかけていた楽を「鬼の施し」により助けた。佐吉と明とはどうやら友人のようで……？

## 都の人々
桃
柊の娘。5歳。髪を二つ団子にした愛らしい顔立ちの少女。開店後の綺糸屋へ柊と共に客として訪れた。
桜と雅
綺糸屋事件が起こる前のなじみの客だった二人組の女性。ショートヘアーで大きな髪飾りを付けている方が桜、髪を横で束ね蝶の帯留めをしている方が雅。遊郭で働く人々の為に食堂を営み、週二回遊女たちの手習いを見るのを仕事としている。店を開けた綺糸屋へ仕事を持ってきた。モデルは原作者の友人。
朝霧太夫
陽ノ元遊郭一等の花魁。事件が起こる前は綺糸屋を贔屓にしており、品物を遊郭へ売りに来た仁を見て今後も応援する

## 用語
綺糸屋事件（あやしやじけん）
半年前に起こった未解決事件。一匹の大鬼に襲撃されたった一晩でおよそ50名の死傷者を出し、都の中でも最凶とされた。店の一人息子だけが奇跡的に「無傷」で発見されている。
顔の無い鬼（かおのないおに）
仁の仇。特徴としては通常の悪鬼とは異なる巨体と顔が無いこと。綺糸屋事件以外にも現れており、複数の存在が確認されていた。
鬼導隊（きどうたい）
人に仇なす悪鬼を滅する組織。都にある鬼導隊の拠点である鬼導寮は全部で五つある。
鬼導術（きどうじゅつ）
鬼導隊が使用する鬼を滅する術。年とともに弱まる傾向にあり、個人差はあるもののピークはだいたい20代前半から30代半ば。術者の血を混ぜた墨で術符（札）や術具へ呪文を書き、詠唱することで発動する。
鬼導術で滅した鬼の骸は朽ちることなく永久的に残る為、封呪布という術具にくるみ陰気の漏れを防いでから鬼塚まで運ばれる。
昔は術式や術具が確立されてなく、当時の鬼導師は文字通り血肉を削り術の力としていた。術具を隔てない分発揮される力は強力だが、現在その方法は使用禁止となっている。
鬼導隊の面
鬼導術は術師の体に大きな負担をかける。普段、隊員が面をしているのは通常よりも疲労を感じやすくし、その身の負担を軽減させる為のもの。戦闘時、面を外すということは、その身の限界まで術を使い続けるという意思表示であり、己の寿命が縮まることを承知した上での行為。
各隊長の面に書かれた「畏・忍・悌・孝・忠・信・智・礼・義・愛」の漢字のモチーフは作者である坂ノ睦先生曰く「南総里見八犬伝」の八犬士の文字から「仁」を「愛」に変え、もう2文字増やしその文字のイメージからキャラクターを作ったとのこと。一般隊士の面の文字は「人」。
悪鬼（あっき）
真夜中、主にウシミツ時。この世にある不浄の気の流れがひとつ所に溜まった結果陰気（おんき）となり、「鬼門」という形で具現化され、その門が生み出すことで発生する人を喰う存在。鬼の数や力は溜まった陰気に比例し、対峙するまで誰にもわからない。
邪魔者（じゃまもの）
鬼導隊の鬼退治を邪魔する存在。当初鬼導隊では隊の邪魔をする者と笛の音を使い包囲網から鬼を逃がした者は同一人物だと思われていた。
朱天童子（しゅてんどうじ）
朱い髪をふり乱し、天より襲来せし小鬼。夜行祭の日に咲が仁に狩るように言ったまだら峠に現れる鬼だが、その正体は鬼になりたいと願う人間の少年だった。
鬼神族（きしんぞく）
悪鬼と異なり、人間との接触を固い掟で禁じながら遠く離れた地に郷を作り暮らす鬼の一族。一つの特徴として産まれてくる鬼神族の女は皆その身にそれぞれ特殊な力を宿しており、それを封じこめる為目を閉じ生まれる。宿した力を使う為、目を開くにはある条件が必要。目を開く前の女鬼は角が目の代わりを果たしており、空間の奥行や距離感、物体の輪郭、明暗などが分かる。ただし平面的な模様や色、人相などは分からない。
夜行祭（やこうさい）
都の中で現在確認されている鬼門を一掃する為、鬼導隊総出で都中の鬼を退治してまわる厳戒体制のこと。また都中の陰気を散らす役割も担っている。通常夜行祭の後は1ヶ月弱ほど鬼門は出現せず悪鬼による被害は軽減するが、笛の音を操る邪魔者のせいで満足に陰気を散らすことが出来ず、新たな鬼門が過去最短で南地区に発生した。
柊鰯二人組（やっかがしこんび）
柊と巌鉄の二人組の呼び名。単行本4巻のカバーそでに記載。鰯（イワシ）は柊の巌鉄に対する渾名だが本人は不服に思っている。
色ボケコンビ（いろぼけこんび）
西地区の七番隊、八番隊の二人の隊長の呼び名。
卯月堂（うげつどう）
都の老舗にして随一の菓子屋兼お茶屋さん。柊が普段食べている飴は卯月堂特製のもの。
従業員は皆揃いのうさぎの耳を模した頭飾りを付けており、限定商品を考案し売るなど商魂逞しい様子が見受けられる。
柊の付き添いで訪れた咲に従業員がここでバイトをしないかと誘ったが「ムリっす」と簡潔に断られた。3巻第15話「前略、卯月堂の前より」の扉絵では、花と咲が共に従業員の服装をしている。
陽ノ元遊郭（ひのもとゆうかく）
北地区と西地区のちょうど境にあり、名所の多い都の中でもとりわけ有名な大人達の遊びの名所。お上公認にして京随一の規模を誇る。
奈落（ならく）
鬼導隊が退治した悪鬼の骸が行き着く悪鬼の墓場、通称鬼塚。都の中で唯一不吉とされ口にすることも憚られるれる暗黙の場所であり、その中に存在する深い深い洞のこと。

## 余談
本来ならば全九巻で完結するはずであり、八巻にも次巻最終巻と大きく広告を打たれていたが、編集担当者が十巻まで描く道を開き、読者の応援も含めて延長され「ただの九巻」となった。

## 書誌情報
- 坂ノ睦『あやしや』 小学館〈ゲッサン少年サンデーコミックス〉 全10巻
  1. 2012年8月15日発行（2012年8月10日発売[4]）、ISBN 978-4-09-123755-2
  2. 2013年2月17日発行（2013年2月12日発売[5]）、ISBN 978-4-09-124118-4
  3. 2013年8月17日発行（2013年8月12日発売[6]）、ISBN 978-4-09-124395-9
  4. 2014年2月17日発行（2014年2月12日発売[7]）、ISBN 978-4-09-124591-5
  5. 2014年8月17日発行（2014年8月12日発売[8]）、ISBN 978-4-09-125197-8
  6. 2015年4月15日発行（2015年4月10日発売[9]）、ISBN 978-4-09-126029-1
  7. 2015年10月14日発行（2015年10月9日発売[10]）、ISBN 978-4-09-126335-3
  8. 2016年5月17日発行（2016年5月12日発売[11]）、ISBN 978-4-09-127248-5
  9. 2016年11月16日発行（2016年11月11日発売[12]）、ISBN 978-4-09-127452-6
  10. 2017年7月17日発行（2017年7月12日発売[13]）、ISBN 978-4-09-127648-3